# Víctor Montoya
Pour les articles homonymes, voir Montoya.
Víctor Montoya (né le 21 juin 1958 à La Paz) est un écrivain, journaliste culturel, pédagogue et éditeur bolivien contemporain, vivant en exil en Suède.

## Biographie
Víctor Montoya a vécu dans les centres miniers de Siglo XX et de Llallagua.  En 1976 pendant la dictature militaire de Hugo Banzer, il fut persécuté, torturé et emprisonné.  Alors qu’il était au centre Panóptico Nacional de San Pedro et à la prison de sécurité maximum de Viacha-Conchocoro, il écrivit son livre-témoignage Huelga y represión (Grève et répression). Libéré de prison grâce à une campagne d’Amnesty International, il arriva en tant que réfugié politique en Suède, en 1977.
Il poursuivit ses études de pédagogie à l’Institut supérieur des professeurs de Stockholm.  Il dispensa des cours de langue quechua, coordonna des projets culturels pour une bibliothèque, dirigea les Ateliers de Littérature et pratiqua l’enseignement pendant quelques années.  Il collabore actuellement à des publications en Amérique latine, aux États-Unis et en Europe.
Il a aussi dirigé les revues littéraires « PuertAbierta » (PortOuverte) et « Contraluz » (Contre-jour). Il est membre de la Société des écrivains suédois et du PEN club international. Un grand nombre de ses contes ont été traduits et publiés dans des anthologies internationales.  Il est l’éditeur responsable de la publication électronique des Narradores Latinoamericanos en Suecia (Narrateurs latino-américains en Suède).

## Œuvres principales
- Días y noches de angustia (Nuits et jours d’angoisse) (1982)
- Cuentos Violentos (Contes violents) (1991)
- El laberinto del pecado (Le labyrinthe du péché) (1993)
- El eco de la conciencia (L’écho de la conscience) (1994)
- Antología del cuento latinoamericano en Suecia (Anthologie du conte latino-américain en Suède) (1995)
- Palabra encendida (Parole enflammée) (1996)
- El niño en el cuento boliviano (L’enfant dans le conte bolivien) (1999)
- Cuentos de la mina (Contes de la mine – Conversations avec le Tio) (2000)
- Entre tumbas y pesadillas (Entre tombes et cauchemars) (2002)
- Fugas y socavones (Fuites et excavations) (2002)
- Literatura infantil : Lenguaje y fantasía (Littérature enfantine : langage et fantaisie) (2003)
- Poesía boliviana en Suecia (Poésie bolivienne en Suède) (2005)
- Retratos (Portraits) (2006)
- Cuentos en el exilio (Contes de l'exil) (2008)
- Conversaciones con el Tío de Potosí (Conversations avec le Tio de Potosi) (2013)